# Bahnhof Leeds

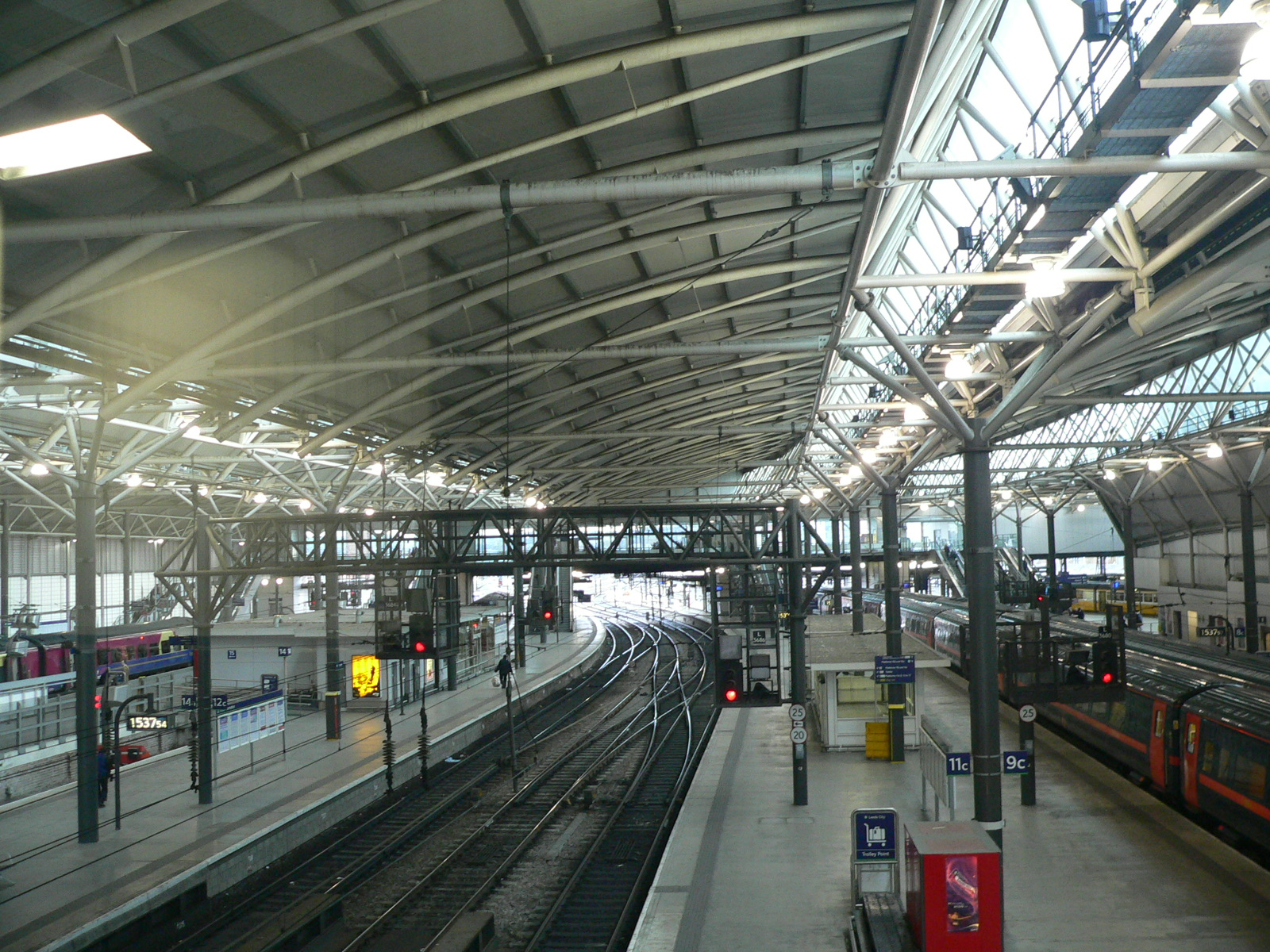
Haupthalle des Bahnhofs

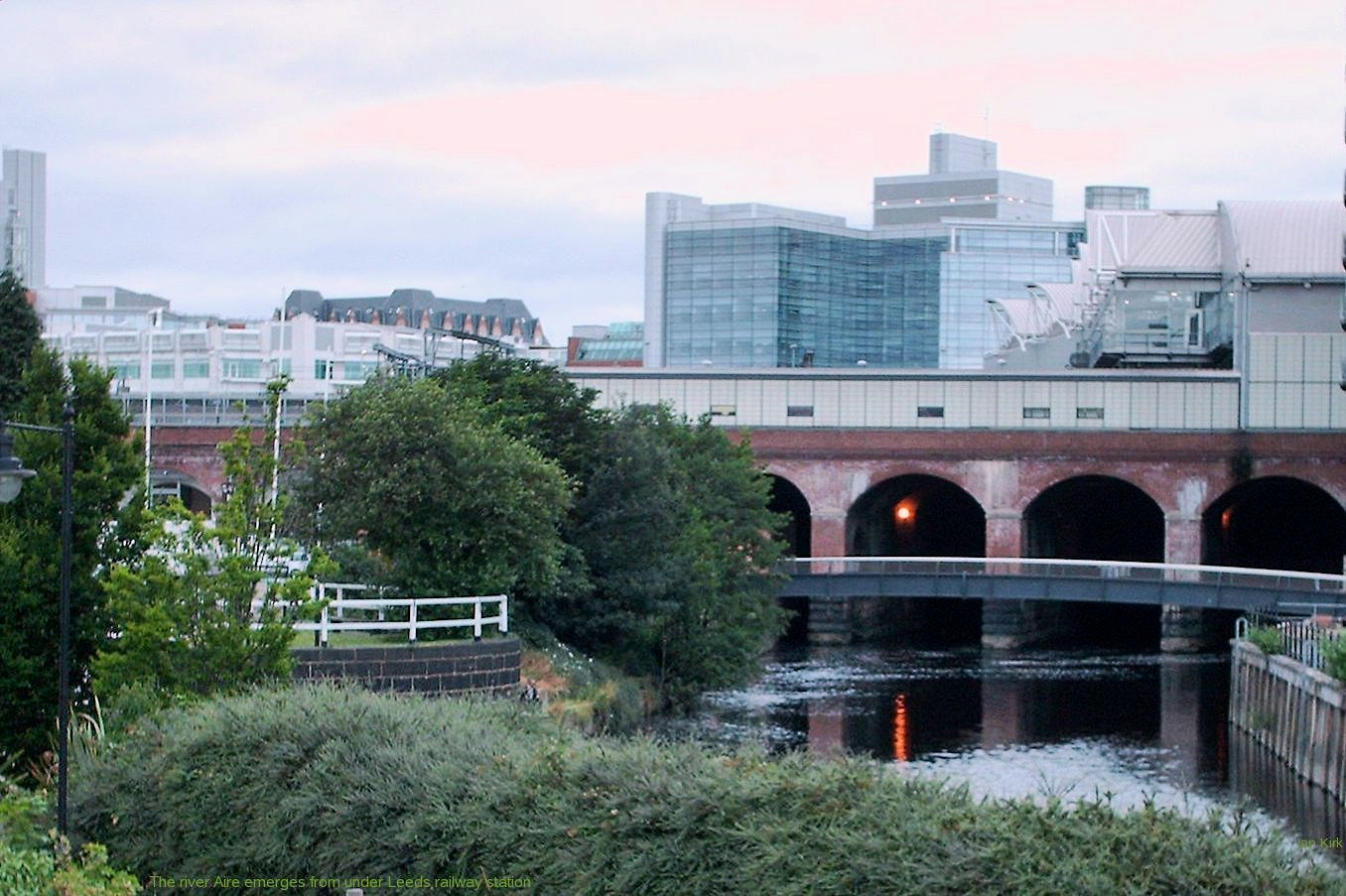
Die Aire und der Bahnhof auf dem Viadukt

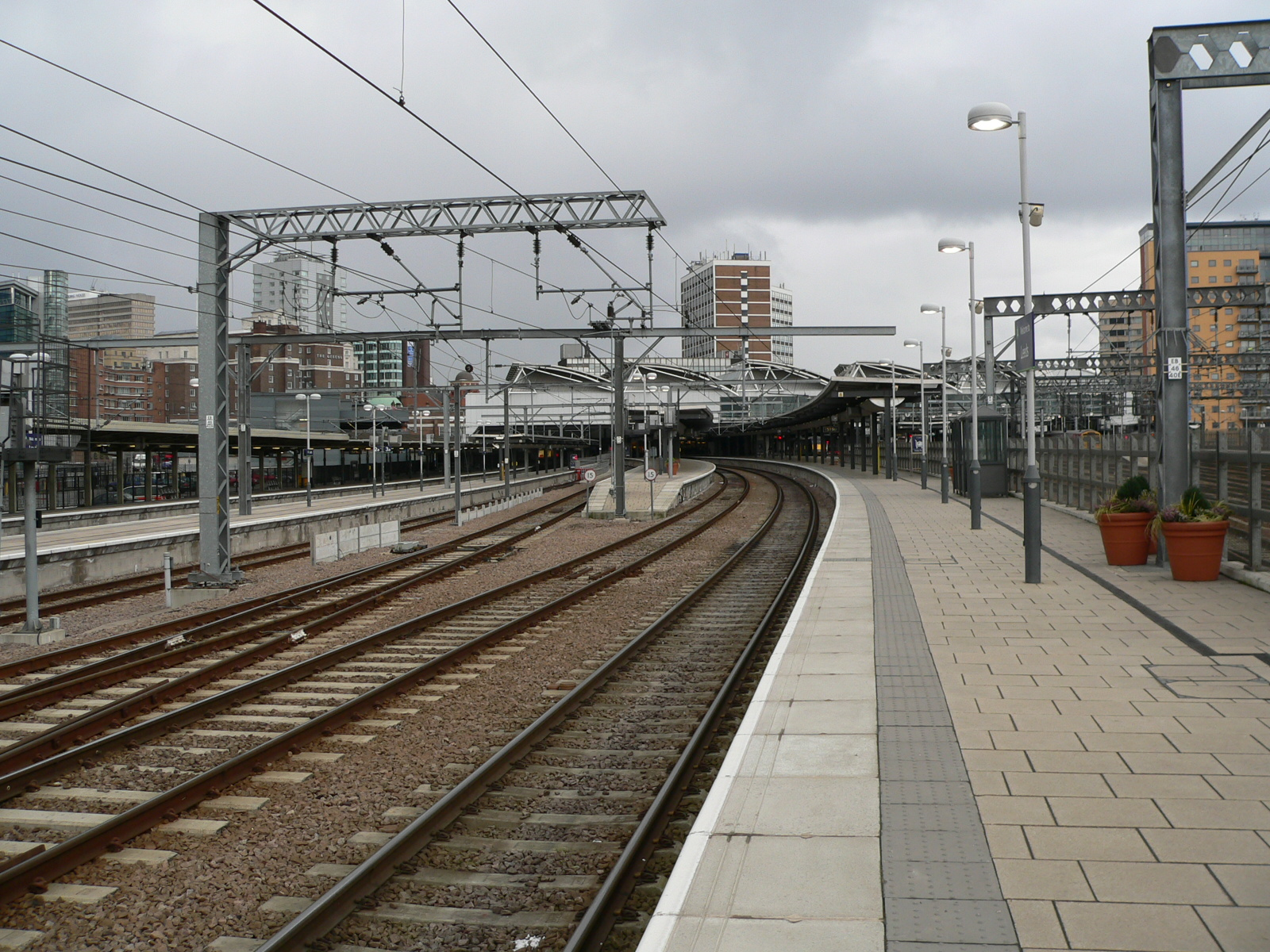
Einfahrt auf der Westseite

Der Bahnhof Leeds (auch als Leeds City bekannt) ist der Hauptbahnhof der britischen Stadt Leeds. Es verkehren Züge der Gesellschaften Northern Rail, CrossCountry, First TransPennine Express, East Coast Trains und East Midlands Trains nach unter anderem London, Southampton, Birmingham, Bristol, Newcastle upon Tyne, Edinburgh, Manchester und Liverpool. Für den Verkehr auf den zahlreichen Vorortslinien des MetroTrain-Netzes ist Northern Rail zuständig. Im Betriebsjahr 2004/05 nutzten 14.733.000 Fahrgäste den Bahnhof.

## Gebäude
Der Bahnhof befindet sich südlich des Stadtzentrums in der Nähe des Flusses Aire. Er besteht aus zwei Teilen, einem Durchgangsbahnhof und einen Kopfbahnhof an der Nordseite. Beide ruhen auf einem mächtigen viktorianischen Ziegelsteinviadukt, der von den Stadtbewohnern als The Dark Arches („die dunklen Bögen“) bezeichnet wird. In den Viaduktbögen befinden sich zahlreiche Läden, Restaurants und Kunstgalerien. Weitere Läden und Fastfood-Ketten befinden sich im Bahnhofsgebäude selbst. Unter dem Bahnhof hindurch führt die Neville Street. Der westliche Teil des Bahnhofsgeländes überspannt die Aire und den Leeds and Liverpool Canal.
Mit 17 Gleisen ist Leeds der zweitgrößte Bahnhof Englands außerhalb der Hauptstadt London. Darüber hinaus ist er einer von 17 britischen Bahnhöfen, die nicht von einer Bahngesellschaft verwaltet werden, sondern von der Infrastrukturgesellschaft Network Rail.

## Geschichte

### Frühere Bahnhöfe
Die Eisenbahn erreichte Leeds im Jahr 1834, als die Leeds and Selby Railway (die später in der North Eastern Railway aufging) ihre Stammstrecke eröffnete. Deren Bahnhof lag östlich des Stadtzentrums an der Marsh Lane. 1840 baute die North Midland Railway (später ein Teil der Midland Railway) eine Strecke von Derby über Rotherham nach Leeds. Deren Bahnhof lag zunächst im Süden an der Hunslet Lane, wurde dann aber 1846 an die zentraler gelegene Wellington Street verlegt.
1854 eröffnete die Manchester and Leeds Railway (später ein Teil der London and North Western Railway, LNWR) den Bahnhof Leeds Central, ebenfalls an der Wellington Street gelegen. Dieser Bahnhof gehörte später gemeinsam der LNWR und der North Eastern Railway. Doch auch andere Gesellschaften besaßen das Recht, dort Züge verkehren zu lassen, darunter die Great Northern Railway und die Lancashire and Yorkshire Railway.
Die LNWR und die North Eastern Railway eröffneten 1869 einen neuen Bahnhof namens New Station, der die Linie Leeds–Selby im Osten mit den LNWR-Linien im Westen verband. Zu diesem Zweck wurde eine 1,6 km lange Verbindungsstrecke gebaut, die vollständig auf Viadukten und Brücken verlief. New Station selbst entstand teilweise auf einer Brücke über die Aire und grenzte an den Bahnhof an der Wellington Street. Mit dem Inkrafttreten des Eisenbahnvereinigungsgesetzes von 1921 schlossen sich die britischen Bahngesellschaften zu vier Unternehmen zusammen. Der Bahnhof New Station blieb weiterhin im Besitz von zwei Gesellschaften, in diesem Falle der London, Midland and Scottish Railway (LMS) und der London and North Eastern Railway (LNER).

### Umbauten
Die erste Rationalisierung erfolgte 1938, als die Bahnhöfe New Station und Wellington Street zum neuen Bahnhof Leeds vereinigt wurden. Nicht von dieser Maßnahme betroffen war der Bahnhof Leeds Central. Ein Teil des Bahnhofs Wellington Street wurde zu einem Paketlager umgebaut. Außerdem entstanden die nördliche Bahnhofshalle (North Concourse) und das Queens Hotel.
1967 folgte ein weiter Umbau, als sämtliche Züge, die zuvor nach Leeds Central fuhren, zum Bahnhof Leeds umgeleitet wurden. Der nicht mehr benötigte Bahnhof wurde geschlossen und später abgerissen. Die über 100-jährigen Brücken über den Leeds and Liverpool Canal mussten ersetzt werden, darüber hinaus entstand eine zweite Bahnhofshalle und ein neues Dach überspannte die gesamte Anlage.
In den 1990er Jahren stieß der Bahnhof Leeds an seine Kapazitätsgrenzen. Von 1999 bis 2002 wurde er vollständig neu gebaut. Es entstanden neue kreuzungsfreie Zufahrtsgleise auf der Westseite, die Anzahl der Gleise in der Bahnhofshalle wurde von 12 auf 17 erhöht. Außerdem ersetzte man sämtliche Schienen, Weichen und Signale. Die größte sichtbare Änderung war der Ersatz des metallenen Hallendaches aus dem Jahr 1967 durch eine Glaskonstruktion. Eine neue Fußgängerbrücke ersetzte die vorherige Unterführung. Weitere Verbesserungen waren ein neues mehrstöckiges Parkhaus, der Umbau der nördlichen Bahnhofshalle und erweiterte Einkaufsmöglichkeiten. Während der Umbauarbeiten hielten einige Züge westlich der Anlage in einem temporären Bahnhof namens Leeds Whitehall; dieser wurde später abgerissen.